# یارمو ساستاموینن
یارمو ساستاموینن (فنلاندی: Jarmo Saastamoinen؛ زادهٔ ۲۰ سپتامبر ۱۹۶۷) بازیکن فوتبال اهل فنلاند بود.
از باشگاه‌هایی که در آن بازی کرده‌است می‌توان به باشگاه فوتبال هلسینکی، باشگاه فوتبال ای‌آی‌کی، باشگاه فوتبال هاکا، و باشگاه فوتبال یارو اشاره کرد.
وی همچنین در تیم ملی فوتبال فنلاند بازی کرده‌است.